# Gogouling
Gogouling (ou Gogoule) est une localité du Cameroun située dans le département du Mayo-Sava et la Région de l'Extrême-Nord, à proximité de la frontière avec le Nigeria. Elle fait partie de l'arrondissement de Tokombéré et du canton de Serewa. 

## Population
En 1966-1967 la localité comptait 212 habitants, principalement des Guemzek.
Lors du recensement de 2005, 1 456 personnes y ont été dénombrées.